# Liste der Premierminister von Fidschi
Das Amt des Premierministers von Fidschi wurde am 10. Oktober 1970 geschaffen, nachdem Fidschi seine Souveränität vom Vereinigten Königreich erlangt hatte. Der erste Amtsinhaber Kamisese Mara war zuvor seit September 1967 Chief Minister.

## Liste der Premierminister
| Amtsantritt        | Amtsaustritt       | Amtsinhaber                            | Lebensdaten |
| ------------------ | ------------------ | -------------------------------------- | ----------- |
| 10. Oktober 1970   | 13. April 1987     | Ratu Sir Kamisese Mara                 | 1920–2004   |
| 13. April 1987     | 14. Mai 1987       | Timoci Bavadra                         | 1934–1989   |
| 14. Mai 1987       | 2. Juni 1992       | Ratu Sir Kamisese Mara (2. Mal)        | 1920–2004   |
| 2. Juni 1992       | 19. Mai 1999       | Sitiveni Rabuka                        | * 1948      |
| 19. Mai 1999       | 27. Mai 2000       | Mahendra Chaudhry                      | * 1942      |
| 27. Mai 2000       | 14. März 2001      | Laisenia Qarase (ad interim)           | 1941–2020   |
| 14. März 2001      | 16. März 2001      | Ratu Tevita Momoedonu                  | 1941–2020   |
| 16. März 2001      | 10. September 2001 | Laisenia Qarase (ad interim, 2. Mal)   | 1941–2020   |
| 10. September 2001 | 5. Dezember 2006   | Laisenia Qarase (3. Mal)               | 1941–2020   |
| 5. Dezember 2006   | 5. Januar 2007     | Jona Senilagakali (ad interim)         | 1929–2011   |
| 5. Januar 2007     | 9. April 2009      | Frank Bainimarama (ad interim)         | * 1954      |
| 11. April 2009     | 22. September 2014 | Frank Bainimarama (ad interim, 2. Mal) | * 1954      |
| 22. September 2014 | 24. Dezember 2022  | Frank Bainimarama                      | * 1954      |
| 24. Dezember 2022  | amtierend          | Sitiveni Rabuka                        | * 1948      |